# Руда (приток Перевода)
Руда (укр. Руда) — левый приток реки Перевод, протекающий по Прилукскому (Черниговская область) и Пирятинскому (Полтавская область) районам.

## География
Длина — 40 км (44 км в Черниговской области). Площадь водосборного бассейна — 515 км². Русло реки в нижнем течении (приустьевая часть) находится на высоте 102,4 м над уровнем моря, в верхнем течении (севернее села Дубовый Гай) — 118,5 м.
Река течёт с северо-запада на юго-восток сначала по Прилукскому, затем по Пирятинскому району. Река берёт начало на окраине села Рудовка (Прилукский район). Впадает в реку Удай непосредственно восточнее села Сасиновка (Пирятинский район).
Долина трапециевидная, шириной до 2-2,5 км. Русло слаборазвитое, шириной до 5 м. На протяжении всей длины реки русло выпрямлено. На реке и её притоках есть множество прудов. В верхнем и среднем течении реки пойма заболоченная с тростниковой и луговой растительностью. На реке у истока создана система каналов.
В пойме реки в нижнем течении на территории Пирятинского района расположен Давыдовский гидрологический заказник местного значения, созданный для охраны водно-болотных угодий. В вернем течении (Прилукский район) пойма реки входит в состав Рудовского заказника площадью 746 га.

## Притоки
Левые: нет крупных. Правые: Бубновщина.

## Населённые пункты
Населённые пункты на реке от истока к устью:
- Прилукский район: Рудовка, Каневщина, Дубовый Гай;
- Пирятинский район: Грабаровка, Давыдовка, Сасиновка.